# Switch (canção)
"Switch" é uma canção da rapper australiana Iggy Azalea. Conta com a participação da cantora brasileira Anitta. A canção seria originalmente parte do seu segundo álbum de estúdio cancelado “Digital Distortion”. Porém, por esse motivo, Switch foi lançada apenas como single. O single possuía um teaser disponível no Twitter, que foi excluído. A canção foi lançada em 19 de maio de 2017, através da Def Jam Recordings.

## Vídeo musical
No dia 20 de maio de 2017, um dia após o lançamento do single, o clipe não finalizado caiu na rede, e era encontrado rapidamente no YouTube e vários outros sites da internet. Iggy Azalea disse que o clipe não estava pronto, e que não consegueria regravar por falta de dinheiro de sua gravadora, sendo assim não tendo o lançamento oficial do clipe. Em 5 de Julho, ela deu seu último esclarecimento no Twitter: "O vídeo não vai acontecer. Estou finalizando a divulgação de ‘Switch’, e pulando para outro single. Vou dar mais detalhes quando chegar a hora”. No dia 24 de dezembro, a produtora Rainy Sky Films responsável pelo clipe lançou uma versão finalizada em seu site na internet, mas em menos de 24 horas o clipe foi retirado do ar por motivos de Iggy não querer mais o clipe circulando no site. Porém, ainda é possível a assistir 3 versões do videoclipe no Youtube:A versão não finalizada  , a versão Director's Cut  e um trecho do videoclipe em sua versão final. Também é possível ver a versão finalizada do videoclipe no Vimeo. 
O videoclipe em sua versão não finalizada possui mais de 2,5 milhões de visualizações e ganha cada vez mais visualizações a cada dia.
Em uma entrevista, Iggy revelou que acha que nunca vai lançar o videoclipe da canção pois ele custou muito caro.

## Promoção
A primeira apresentação da canção aconteceu no dia 26 de maio de 2017 no programa americano The Tonight Show Starring Jimmy Fallon, fazendo Anitta se tornar a primeira brasileira a se apresentar em um talk-show americano. A segunda apresentação aconteceu no dia 20 de junho de 2017 no iHeartRADIO MMVAs 2017. 

## Posições
| Tabela musical (2017)      | Melhor posição |
| -------------------------- | -------------- |
| Australia (ARIA)           | 180            |
| Canada (Pop Airplay Songs) | 39             |
| Portugal (AFP)             | 70             |

## EP com remixes de “Switch”
Em 28 de julho de 2017, Iggy Azalea lançou um EP com remixes da canção da parceria com Anitta no Spotify. O EP possui 5 faixas assinadas por Loud Luxury, Aazar, Feenixpawl, Vertue e Tom Swoon, tendo vários estilos musicais nas faixas, desde o reggae eletrônico até o pop.